# Toast au lait
 (août 2021).
Le toast au lait (anglais : milk toast) est un plat de petit déjeuner composé de pain grillé déposé dans du lait chaud, généralement avec du sucre et du beurre. Du sel, du poivre, du paprika, de la cannelle, du cacao, des raisins secs et d'autres ingrédients peuvent être ajoutés. Dans la région de la Nouvelle-Angleterre, aux États-Unis, le toast au lait désigne le pain grillé qui a été trempé dans une sauce blanche à base de lait.
Le toast au lait était un aliment populaire à la fin du XIXe et au début du XXe siècle, surtout pour les jeunes enfants et les convalescents, pour qui ce plat était considéré comme apaisant et facile à digérer. Bien qu'il ne soit plus aussi populaire au XXIe siècle, le toast au lait est toujours considéré comme un aliment réconfortant,,,.

## Présentation générale
La critique culinaire M. F. K. Fisher (1908-1992) qualifia le pain au lait de « chose chaude, douce, apaisante, pleine de force innocente » et écrit, après avoir mangé du pain au lait dans un restaurant réputé avec un ami convalescent, que ce plat était « un petit miracle moderne de la gastronomie ». Elle note que les manuels de cuisine les plus familiers le répertorient même sous la rubrique Feeding the sick (« Nourrir les malades ») ou Invalid recipes (« Recettes d'invalides »), arguant que le pain au lait était « un palliatif instinctif, quelque chose comme de l'eau bouillie ». Fisher note également que pour un véritable réconfort, un rituel peut être nécessaire, et que pour les « gens du pain au lait », le plat utilisé peut avoir une importance insensée. Dans sa version préférée du toast au lait, le lait est mélangé à 50⁄50 avec de la crème de tomate condensée Campbell dans un pichet à large ouverture appelé boccalino en Suisse italienne, où elle l'a obtenu[pas clair].

## Par régions

### Asie
Le toast au lait est un dessert qui est servi dans de nombreux cafés asiatiques. Il se compose d'un pain blanc épais, enrichi et grillé, surmonté de lait concentré.

### Serbie
Le masonica, ou popara, est un dessert similaire au toast au lait qui peut être servi à tout moment de la journée. Il est souvent préparé avec du lait chaud frais et du pain de la veille.

### Norvège et Suède
Un plat scandinave traditionnel similaire au pain grillé au lait est appelé soll en norvégien et bryta en suédois. Il s'agit d'un pain plat cassé[pas clair] (flatbrød), d'un tunnbröd ou d'un pain sec servi dans un bol de lait froid (souvent du filmjölk) et sucré, etc. Le soll était un plat de tous les jours pour les paysans de la campagne, surtout servi comme un simple souper le soir. En hiver, le soll était parfois servi au petit déjeuner avec du lait chaud.

### Sud-ouest des États-Unis
Dans la cuisine du Nouveau-Mexique, le pain grillé au lait est appelé leche cocida, ce qui signifie « lait cuit ». Le pain grillé est déchiré en morceaux et placé dans un bol. Le lait est cuit avec une petite quantité de beurre, du sel et du poivre avant d'être versé sur le pain. C'est un repas associé à l'utilisation de l'excès de lait, peut-être depuis l'époque du service du laitier.

## Culture populaire
La douceur des toasts au lait a servi d'inspiration pour le nom du personnage timide et inefficace de bande dessinée Caspar Milquetoast, dessiné par H. T. Webster de 1924 à 1952. Ainsi, le terme milquetoast est entré dans la langue comme l'étiquette d'une personne timide, rabougrie et confuse.